# Preambule
Een preambule of considerans is een (vaak ongenummerde) inleidende tekst op de bepalingen van een contract, wet of verdrag. In de preambule wordt vaak het doel geschetst, een onderliggende filosofie en/of de omstandigheden die hebben geleid tot de wet of het verdrag. De preambule heeft juridische betekenis, soms met verstrekkende gevolgen die door de opstellers niet werden voorzien.

## België
De preambule van Belgische wetten staat beschreven in de Wet van 31 mei 1961 betreffende het gebruik der talen in wetgevingszaken, het opmaken, bekendmaken en inwerkingtreden van wetten en verordeningen.

FILIP, Koning der Belgen,
Aan allen die nu zijn en hierna wezen zullen, Onze Groet.
De Kamer van volksvertegenwoordigers heeft aangenomen  (of: De Kamers hebben aangenomen) en Wij bekrachtigen hetgeen volgt :
(wet)
Kondigen deze wet af, bevelen dat zij met ’s Lands zegel zal worden bekleed en door het Belgisch Staatsblad zal worden bekendgemaakt.

PHILIPPE, Roi des Belges,
A tous, présents et à venir, Salut.
La Chambre des représentants a adopté (of: Les Chambres ont adopté) et Nous sanctionnons ce qui suit :
(wet)
Promulguons la présente loi, ordonnons qu’elle soit revêtue du sceau de l’Etat et publiée par le Moniteur belge.

## Nederland

### Wetten
De preambule van Nederlandse wetten in formele zin (met uitzondering van de Grondwet), ook wel 'formulier van afkondiging' genoemd, staat beschreven in artikel XIX van de Grondwet en luidt:

"Wij" enz. "Koning der Nederlanden", enz.
"Allen, die deze zullen zien of horen lezen, saluut! doen te weten:
"Alzo Wij in overweging genomen hebben, dat" enz.
(De beweegredenen der wet).
"Zo is het, dat Wij, de Raad van State gehoord, en met gemeen overleg der Staten-Generaal, hebben goedgevonden en verstaan, gelijk Wij goedvinden en verstaan bij deze" enz.
(De inhoud der wet).
"Gegeven". enz.

Na de eerste 'Wij' wordt de naam van de regerende Koning gegeven, gevolgd door 'bij de gratie Gods'. Na 'Koning der Nederlanden' worden enkele titels van de monarch gegeven, gevolgd door 'enz. enz. enz.'. Sinds 30 april 2013 staat hier dus: 

Wij Willem-Alexander, bij de gratie Gods, Koning der Nederlanden, Prins van Oranje-Nassau, enz. enz. enz.

Na 'Gegeven' volgen respectievelijk de plaatsnaam en datum van uitgave, de naam van de Koning, de functie en naam van de minister van Justitie, de functie en naam van de minister onder wiens departement de wet valt, en ten slotte de datum van publicatie in het staatsblad en wederom de functie en naam van de minister van Justitie. Zo sluit de Algemene wet bestuursrecht af met:

Lasten en bevelen dat deze in het Staatsblad zal worden geplaatst en dat alle ministeries, autoriteiten, colleges en ambtenaren wie zulks aangaat, aan de nauwkeurige uitvoering de hand zullen houden.

Gegeven te ’s-Gravenhage, 4 juni 1992

Beatrix

De Minister van Justitie,

E.M.H. Hirsch Ballin 

De Minister van Binnenlandse Zaken,

C.I. Dales

Uitgegeven de dertigste juni 1992

De Minister van Justitie,

E.M.H. Hirsch Ballin

Er is ook een grafische versie van de aanhef. Hierbij wordt het koppelteken tussen de beide namen Willem en Alexander tevens gebruikt als horizontale balk van de letter A.
Het Voorstel van rijkswet van het lid Van Veldhoven tot regeling van de formulieren van afkondiging van wetten en rijkswetten en van kennisgeving door de Koning aan de Staten-Generaal van zijn besluit omtrent enig voorstel van wet of rijkswet (Rijkswet afkondigings- en kennisgevingsformulieren) uit 2016 bevatte onder meer het afschaffen van 'bij de gratie Gods'. Het is in 2022 vervallen wegens het ontbreken van initiatiefnemers (de oorspronkelijke indiener is geen Kamerlid meer).
Een verzoek op basis van de Wet open overheid om informatie openbaar te maken over het bewijs van de "gratie Gods" kon in 2022 niet worden ingewilligd omdat bij het ministerie van Binnenlandse Zaken en Koninkrijksrelaties geen documenten daarover zijn aangetroffen.

### Overig
Ook algemene maatregelen van bestuur worden voorafgegaan door een preambule. Deze bevatten de tekst "Op de voordracht van Onze Minister ..." en "De Raad van State gehoord". Ministeriële regelingen bevatten in plaats van de tekst "Wij Willem-Alexander" enz. de tekst "De Minister van [departement] ...", omdat deze niet afkomstig zijn van de regering (en dus niet door de Koning ondertekend worden).
Decentrale wetgeving (bijvoorbeeld van gemeenteraden) hebben eigen preambules die niet bij wet zijn vastgelegd. Wel wordt in het algemeen vastgehouden aan modelverordeningen van de Vereniging van Nederlandse Gemeenten en het Interprovinciaal Overleg. Een voorbeeld van considerans in een gemeentelijke verordening met betrekking tot de Drank- en Horecawet (die inmiddels Alcoholwet heet) is:

De raad van de gemeente X
gelezen het voorstel van burgemeester d.d. xxx, nummer xxx;
gelet op de artikelen 147 van de Gemeentewet en 4, 25a, 25b, 25c, 25d en 26 van de Drank- en Horecawet;
besluit vast te stellen de volgende verordening

## Verenigde Staten
De preambule van de Grondwet van de Verenigde Staten is een korte inleidende verklaring van de fundamentele doelen en leidende beginselen van de Grondwet van de Verenigde Staten. De Amerikaanse rechtspraak beschouwt de preambule als betrouwbaar bewijs van de intenties van de zogenaamde Founding Fathers ten aanzien van de betekenis van de Grondwet en ten aanzien van wat zij hoopten met de Grondwet te bereiken.

"We the People of the United States, in Order to form a more perfect Union, establish Justice, insure domestic Tranquility, provide for the common defence, promote the general Welfare, and secure the Blessings of Liberty to ourselves and our Posterity, do ordain and establish this Constitution for the United States of America."
— Preambule van de Grondwet van de Verenigde Staten

## Muziek
In de muziek wordt soms de term "préambule" gebruikt in de betekenis van ouverture.